# Jean Paul Pineda
Jean Paul Jesús Pineda Cortés (Santiago, 24 de febrero de 1989) es un exfutbolista chileno que jugaba de delantero.

## Trayectoria
Nacido en Santiago viajó a temprana edad a vivir a Villa Alemana en la V Región de Valparaíso donde comenzaría a jugar de manera amateur lo que llamaría la atención del Santiago Wanderers quien lo intentaría reclutar para sus divisiones inferiores pero su familia regresaría a la capital por lo que a los doce años pasaría a las divisiones inferiores de Palestino.
En 2005, y formando parte de las divisiones inferiores del conjunto árabe, formó parte del Reality show  “Adidas Selection Team” y reunió jugadores de las serie menores de varios equipos profesionales de Chile, en un cuadro que jugaba contra colegios de la Región Metropolitana de Santiago, que fue transmitido en Chile por la cadena Fox Sports, en donde compartió con Felipe Seymour, Nelson Saavedra, Eduardo Vargas, entre otros.
Con los árabes pasaría al primer equipo a los dieciséis años donde tendría su debut como profesional durante 2006 momento en que era considerado una de la grandes promesas del fútbol chileno, este cartel le haría ir a prueba al Cádiz CF y Deportivo Español ambos de España sin poder arreglar un contrato para quedarse en los estos equipos ello significaría que no pudiera ser registrado como jugador por Palestino en el Apertura 2008.
Desde su debut se mantendría alternando en el primer equipo sin lograr destacar por lo que durante 2010 pasaría a préstamo a Cobresal donde en un año cumpliría una destacable campaña personal lo que lo haría llegar por un semestre a Cobreloa para luego jugar la Copa Libertadores 2012 con Unión Española donde llegarían a cuartos de final.
Sus buenas campañas llamarían la atención de Colo-Colo, uno de los clubes más populares de Chile, donde solo tendría un rendimiento destacado por la Copa Chile 2012, esto haría que su estancia con los albos solo permaneciera un semestre. Pese a rumorearse a estar en carpeta de la Juventus de Turín, terminó regresando a Cobresal donde ayudaría al equipo a mantener la categoría pero en su segundo torneo no podría repetir sus buenas actuaciones partiendo del cuadro minero a Rangers donde nuevamente en un semestre no lograría tener un buen rendimiento.
Para la 2014/15 ficharía por Unión La Calera, equipo con el cual saldría goleador del Clausura 2015, este hecho le permitiría ser tentado por clubes del exterior siendo el Córdoba de España su destino al rechazar una oferta de los Emiratos Árabes Unidos. Con los españoles pese a jugar una gran cantidad de partidos solo anotaría un gol y de manera sorpresiva su contrato sería rescindido finalizado el periodo de fichajes de invierno lo que le haría quedar sin club durante un semestre.
Tras estar sin club por cuatro meses, a principios de 2017 llega a Brasil para jugar por el Vitória obteniendo su primer título pero tras sufrir un robo con violencia en compañía de su esposa e hijos decidiría dejar el país regresando a Chile, esta vez para fichar por el Santiago Wanderers donde debutaría anotando de inmediato su primer gol. Con los porteños conquistaría la Copa Chile 2017, su primer campeonato en el fútbol chileno. 
Tras el descenso de Santiago Wanderers, fichó para la temporada 2018 en Universidad de Concepción, formando parte del plantel que compitió en la fase clasificatoria para Copa Libertadores y además logró el subcampeonato del Torneo de Primera División.  
En febrero de 2019 fue anunciado como nuevo jugador de Coquimbo Unido, equipo recientemente ascendido a la Primera División. Luego de un primer semestre donde participó en 12 partidos sin marcar goles, en julio de 2019 firma como nueva carta de gol del Atlético Bucaramanga colombiano, accidentado paso en el cual sufrió una agresión física por parte de un hincha del conjunto colombiano, el cual lo golpeó en un aeropuerto debido a los malos resultados. Luego, en enero de 2020 fue anunciado como refuerzo del Deportivo Pasto, desistiéndose del contrato debido a problemas de índole personal y familiar, recalando en San Luis de la Primera B chilena.
Tras un tiempo sin club, en septiembre de 2021 es anunciado como nuevo refuerzo de Curicó Unido de la Primera división. En febrero de 2022, se anuncia su contratación por Unión San Felipe de la Primera B, en donde pese a protagonizar el quiebre interno del camarín, logró una buena campaña individual, que lo permitió ser contratado por Deportes Recoleta de la misma división para la temporada 2023.
Tras una irregular campaña con el conjunto recoletano, en julio de 2023 es anunciado como nuevo jugador de Deportes Melipilla de la Segunda división chilena. En marzo de 2024, luego de rumorearse un traspaso a Santiago City, finalmente es anunciado como refuerzo de Real San Joaquín de la Segunda división.

## Selección nacional
Fue parte de la Selección de fútbol sub-20 de Chile que disputó el Campeonato Sudamericano Sub-20 de 2007 donde su selección clasificaría a la Copa Mundial de Fútbol Sub-20 de 2007 pero no jugaría ningún partido durante la competición ni iría a la cita planetaria. También aquel año sería parte de la Selección de fútbol de Chile en un partido amistoso frente a Cuba donde comenzaría jugando como titular a los dieciocho años, partido que a la postre sería su única participación internacional.
Volvió a la Selección de fútbol sub-20 de Chile en el marco de la preparación para el Campeonato Sudamericano Sub-20 de 2009 pero esta vez no lograría quedar en la nómina final que disputaría el torneo.

### Partidos internacionales
| Partidos internacionales | Partidos internacionales | Partidos internacionales             | Partidos internacionales | Partidos internacionales | Partidos internacionales | Partidos internacionales | Partidos internacionales | Partidos internacionales | Partidos internacionales |
| N.º                      | Fecha                    | Estadio                              | Local                    | Resultado                | Visitante                | Goles                    | Asistencias              | DT                       | Competición              |
| ------------------------ | ------------------------ | ------------------------------------ | ------------------------ | ------------------------ | ------------------------ | ------------------------ | ------------------------ | ------------------------ | ------------------------ |
| 1                        | 16 de mayo de 2007       | Estadio Germán Becker, Temuco, Chile | Chile                    | 2-0                      | Cuba                     |                          |                          | Nelson Acosta            | Amistoso                 |
| Total                    | Total                    | Total                                | Presencias               | 1                        | Goles                    | 0                        |                          |                          |                          |

| Selección chilena | Selección chilena | Selección chilena |
| Año               | Partidos          | Goles             |
| ----------------- | ----------------- | ----------------- |
| 2007              | 1                 | 0                 |
| Total             | 1                 | 0                 |

## Vida personal
Estuvo casado con la modelo y empresaria Whitney Bravo durante 6 meses el año 2014, divorciándose el año 2016.Durante 2014, inició una relación con la modelo Faloon Larraguibel, contrayendo matrimonio en 2019. En noviembre de 2023, la pareja anunció su divorcio.

### Denuncias por violencia de género
En febrero de 2014, su entonces esposa Whitney Bravo lo denunció por lesiones leves en el Tribunal de Garantía de Talca.Luego en su matrimonio con Faloon Larraguibel, y tras años de acusaciones de infidelidad y violencia psicológica, la pareja se separó en 2023.El 7 de marzo de 2024, Pineda, en estado de ebriedad, habría agredido a su exesposa con golpes en la cabeza y el tórax, generándole lesiones leves.El hijo de ambos fue testigo de la situación, quien habría alertado al conserje del edificio, quien llamó a Carabineros.Al día siguiente, Pineda fue formalizado por los delitos de amenaza y lesiones menos graves, en el contexto de violencia intrafamiliar.

### Manejo en estado de ebriedad
La mañana del 26 de diciembre de 2015 fue detenido por Carabineros, luego de ser encontrado manejando contra el tránsito por la Avenida Vitacura. Tras el control  de Carabineros, se le percibió hálito alcohólico, siendo llevado a la Clínica Tabancura, donde tras una alcoholemia, la cual arrojó 1,54 gramos de alcohol por litro de sangre.
El 24 de febrero de 2025 se informó que el exfutbolista se encontraba detenido, luego de protagonizar un accidente de tránsito en Paicaví, chocando de frente con otro vehículo mientras intentaba realizar un adelantamiento. Tras el accidente, intentó darse a la fuga, siendo detenido por un Carabinero de civil. Tras practicarse la alcoholemia, marcó 1,43 gramos de alcohol por litro de sangre.

## Estadísticas

### Clubes
| Club                              | Div           | Temporada     | Liga  | Liga  | Copas nacionales | Copas nacionales | Torneos internacionales | Torneos internacionales | Total | Total |
| Club                              | Div           | Temporada     | Part. | Goles | Part.            | Goles            | Part.                   | Goles                   | Part. | Goles |
| --------------------------------- | ------------- | ------------- | ----- | ----- | ---------------- | ---------------- | ----------------------- | ----------------------- | ----- | ----- |
| Palestino · Chile                 | 1.ª           | 2006          | 8     | 0     | —                | —                | —                       | —                       | 8     | 0     |
| Palestino · Chile                 | 1.ª           | 2007          | 13    | 1     | —                | —                | —                       | —                       | 13    | 1     |
| Palestino · Chile                 | 1.ª           | 2008          | 10    | 1     | —                | —                | —                       | —                       | 10    | 1     |
| Palestino · Chile                 | 1.ª           | 2009          | 12    | 0     | —                | —                | —                       | —                       | 12    | 0     |
| Palestino · Chile                 | Total club    | Total club    | 43    | 2     | 0                | 0                | 0                       | 0                       | 43    | 2     |
| Cobresal · Chile                  | 1.ª           | 2010          | 32    | 11    | 3                | 2                | —                       | —                       | 35    | 13    |
| Cobreloa · Chile                  | 1.ª           | 2011          | 17    | 5     | 3                | 2                | —                       | —                       | 20    | 7     |
| Cobreloa · Chile                  | Total club    | Total club    | 17    | 5     | 3                | 2                | 0                       | 0                       | 20    | 7     |
| Unión Española · Chile            | 1.ª           | 2011          | 13    | 3     | —                | —                | —                       | —                       | 13    | 3     |
| Unión Española · Chile            | 1.ª           | 2012          | 15    | 3     | —                | —                | 9                       | 2                       | 24    | 5     |
| Unión Española · Chile            | Total club    | Total club    | 28    | 6     | 0                | 0                | 9                       | 2                       | 37    | 8     |
| Unión Española B · Chile          | 3.ª           | 2012          | 1     | 2     | —                | —                | —                       | —                       | 1     | 2     |
| Unión Española B · Chile          | Total club    | Total club    | 1     | 2     | 0                | 0                | 0                       | 0                       | 1     | 2     |
| Colo-Colo · Chile                 | 1.ª           | 2012          | 8     | 0     | 7                | 5                | —                       | —                       | 15    | 5     |
| Colo-Colo · Chile                 | Total club    | Total club    | 8     | 0     | 7                | 5                | 0                       | 0                       | 15    | 5     |
| Cobresal · Chile                  | 1.ª           | 2013          | 16    | 5     | —                | —                | —                       | —                       | 16    | 5     |
| Cobresal · Chile                  | 1.ª           | 2013-14       | 5     | 0     | 4                | 0                | —                       | —                       | 9     | 0     |
| Cobresal · Chile                  | Total club    | Total club    | 53    | 16    | 7                | 2                | 0                       | 0                       | 60    | 18    |
| Rangers · Chile                   | 1.ª           | 2013-14       | 13    | 2     | —                | —                | —                       | —                       | 13    | 2     |
| Rangers · Chile                   | Total club    | Total club    | 13    | 2     | 0                | 0                | 0                       | 0 !                     | 13    | 2     |
| Unión La Calera · Chile           | 1.ª           | 2014-15       | 35    | 17    | 4                | 2                | —                       | —                       | 39    | 19    |
| Unión La Calera · Chile           | Total club    | Total club    | 35    | 17    | 4                | 2                | 0                       | 0                       | 39    | 19    |
| Córdoba · España                  | 2.ª           | 2015-16       | 22    | 1     | 1                | 0                | —                       | —                       | 23    | 1     |
| Córdoba · España                  | Total club    | Total club    | 22    | 1     | 1                | 0                | 0                       | 0                       | 23    | 1     |
| Vitória · Brasil                  | 1.ª           | 2017          | 15    | 3     | 3                | 0                | —                       | —                       | 18    | 3     |
| Vitória · Brasil                  | Total club    | Total club    | 15    | 3     | 3                | 0                | 0                       | 0                       | 18    | 3     |
| Santiago Wanderers · Chile        | 1.ª           | 2017          | 16    | 7     | 5                | 2                | —                       | —                       | 21    | 9     |
| Santiago Wanderers · Chile        | Total club    | Total club    | 16    | 7     | 5                | 2                | 0                       | 0                       | 21    | 9     |
| Universidad de Concepción · Chile | 1.ª           | 2018          | 19    | 4     | 2                | 0                | 1                       | 0                       | 22    | 4     |
| Universidad de Concepción · Chile | Total club    | Total club    | 19    | 4     | 2                | 0                | 1                       | 0                       | 22    | 4     |
| Coquimbo Unido · Chile            | 1.ª           | 2019          | 12    | 3     | 4                | 0                | —                       | —                       | 16    | 3     |
| Coquimbo Unido · Chile            | Total club    | Total club    | 12    | 3     | 4                | 0                | 0                       | 0                       | 16    | 3     |
| Atletico Bucaramanga · Colombia   | 1.ª           | 2019          | 14    | 3     | 1                | 1                | —                       | —                       | 15    | 4     |
| Atletico Bucaramanga · Colombia   | Total club    | Total club    | 14    | 3     | 1                | 1                | 0                       | 0                       | 15    | 4     |
| San Luis de Quillota · Chile      | 2.ª           | 2020          | 11    | 1     | —                | —                | —                       | —                       | 11    | 1     |
| San Luis de Quillota · Chile      | Total club    | Total club    | 11    | 1     | 0                | 0                | 0                       | 0                       | 11    | 1     |
| Curico Unido · Chile              | 1.ª           | 2021          | 7     | 0     | —                | —                | —                       | —                       | 7     | 0     |
| Curico Unido · Chile              | Total club    | Total club    | 7     | 0     | 0                | 0                | 0                       | 0                       | 7     | 0     |
| Unión San Felipe · Chile          | 2.ª           | 2022          | 9     | 5     | 1                | 0                | —                       | —                       | 10    | 5     |
| Unión San Felipe · Chile          | Total club    | Total club    | 9     | 5     | 1                | 0                | 0                       | 0                       | 10    | 5     |
| Total carrera                     | Total carrera | Total carrera | 323   | 77    | 39               | 14               | 10                      | 2                       | 372   | 93    |
| 1. 2. 3.                          |               |               |       |       |                  |                  |                         |                         |       |       |

### Resumen estadístico
| Competición                           | Partidos | Goles |
| ------------------------------------- | -------- | ----- |
| Primera División de Chile             | 251      | 64    |
| Campeonato Brasileño de Serie A       | 15       | 3     |
| Primera A de Colombia                 | 14       | 3     |
| Primera B de Chile                    | 20       | 6     |
| Segunda División de España            | 22       | 1     |
| Segunda División Profesional de Chile | 1        | 2     |
| Copa Chile                            | 33       | 13    |
| Copa del Rey                          | 1        | 0     |
| Copa de Brasil                        | 3        | 0     |
| Copa Colombia                         | 1        | 1     |
| Copa Libertadores                     | 10       | 2     |
| Selección de fútbol de Chile          | 1        | 0     |
| Total                                 | 372      | 93    |

## Palmarés

### Títulos nacionales
| Título            | Equipo             | País   | Año  |
| ----------------- | ------------------ | ------ | ---- |
| Campeonato Baiano | Vitória            | Brasil | 2017 |
| Copa Chile        | Santiago Wanderers | Chile  | 2017 |

### Distinciones individuales
| Distinción                            | Año    |
| ------------------------------------- | ------ |
| Goleador de Primera División de Chile | 2015-C |
| Parte del Equipo Ideal de la ANFP     | 2015   |
| Medalla Cruce de Los Andes            | 2017   |